# Theodor-Beyer-Schiff
Das Theodor-Beyer-Schiff ist einer von fünf nach dem Zweiten Weltkrieg als Selbstfahrer entwickelten Schiffstypen der bundesdeutschen Binnenschifffahrt.

## Einzelheiten
In der Zeit nach dem Zweiten Weltkrieg musste ein großer Teil der im Krieg zerstörten oder beschädigten Einheiten in der deutschen Binnenschifffahrt ersetzt werden. Zu diesem Zweck nahm der Technische Ausschuss des Zentral-Vereins für Deutsche Binnenschiffahrt seine im Krieg unterbrochene Arbeit wieder auf und entwickelte in Zusammenarbeit mit dem Bundesverkehrsministerium verschiedene an bestimmte Kanalmaße angepasste Standardschiffstypen. Der Selbstfahrerausschuss (ein Unterausschuss des Technischen Ausschusses) knüpfte unter der Leitung des Vorsitzenden Ernst Weber an die unterbrochenen Vorkriegsarbeiten an. Unter Mitarbeit des Werftbesitzers Theodor Hitzler, dessen Anliegen die Typisierung der Binnenschiffe war, des Ingenieurs Friedrich Kölln, der die Konstruktion übernahm und des Ingenieurs Helm der Hamburgischen Schiffbau-Versuchsanstalt, der die Schleppversuche leitete, entwickelte der Selbstfahrerausschuss den Typ Theodor-Beyer-Schiff. Die Maße der Schiffe von 38,50 Meter Länge, 5,05 Meter Breite und 2,30 Meter Tiefgang fußten auf den Abmessungen der Péniche. Sie haben eine Tragfähigkeit von rund 274 Tonnen. Die Antriebsleistung lag bei etwa 200 PS. Den Mitgliedern wurden nach Abschluss der Entwicklung Baubeschreibungen und Linienrisse zur Verfügung gestellt, um den Bau des Schiffstyps möglichst einheitlich umsetzen zu können.